# Belciana hemodi
Belciana hemodi är en fjärilsart som beskrevs av Felder 1874. Belciana hemodi ingår i släktet Belciana och familjen nattflyn. Inga underarter finns listade i Catalogue of Life.